# Michel Blavet
Michel Blavet, född 13 mars 1700 i Besançon, död 28 oktober 1768 i Paris, var en fransk flöjtist och tonsättare.
Blavet tjänstgjorde som musikintendent hos greven av Clermont. Han komponerade främst flöjtstycken, men även operor, bland annat Le Jaloux Corrigé (1752).

## Verk (urval)
- 6 Sonater för två flöjter utan bas, op. 1 (1728)
- 12 Sonater för flöjt och continuo, op. 2 (1732)
- Konsert för flöjt, två violiner och cello (1745)

### Operor (urval)
- Le Jaloux corrigé (1752)
- Floriane ou la grotte des Spectacles (1752)
- Les jeux olympiques (1753)
- La Fete de Cythere (1753)
- Floriane (1753)